# Graviditetskramp
Graviditetskramp (eklampsi) är kramp- och/eller komaanfall hos gravida kvinnor med havandeskapsförgiftning (preeklampsi). Det är ej helt klarlagt hur eklampsi uppkommer trots mycket forskning på området. Eklampsi kan leda till död hos kvinnan och fostret och står för 10–15% av världens graviditetsrelaterade dödsorsaker. Kramperna kan också göra så att den gravida kvinnan faller in i medvetslöshet. Eklampsi kan debutera under graviditeten från den 20:e graviditetsveckan, under förlossningen eller efter förlossningen. I många fall föregås kramperna av ett förhöjt blodtryck och/eller symptom som huvudvärk, synrubbningar eller epigastriesmärta, ibland kan dock kramperna debutera utan föregående varningstecken.

## Behandling
Den enda definitiva behandlingen mot preeklampsi och eklampsi är att förlösa kvinnan.
Vid svår preeklampsi och hotande eklampsi rekommenderas magnesiumsulfat som profylax för att minska risken att utveckla kramper. Magnesiumsulfat används också som behandling vid pågående eklampsianfall. Övrig behandling inkluderar blodtryckssänkande läkemedel.